# 서울특별시아동복지센터
서울특별시아동복지센터(서울特別市兒童福祉센터)는 아동 및 가족문제에 대한 상담과 아동복지시설수용아동의 보호 그 밖의 아동복지증진에 관한 사무를 분장하는 서울특별시청의 사업소이다. 소장은 지방사회복지사무관으로 보한다.

## 설치 근거 및 소관 사무

### 설치 근거
- 「서울특별시 행정기구 설치조례」 제64조제1항[2]

### 소관 사무
- 아동학대 신고 긴급전화 운영
- 학대받는 아동의 발견·보호·치료 및 예방
- 아동학대 행위자의 가정조사, 상담, 교육
- 보호필요 아동의 시설입소, 국내입양, 위탁보호
- 아동과 가족문제 상담, 치료, 예방 및 연구
- 아동의 일시보호 및 양육대책 수립
- 아동복지시설 입·퇴소아동 신상관리
- 그 밖에 아동정보제공 등 복지증진에 관한 사업

## 연혁
- 1963년 3월: 대한양연회 서울특별시 지부 설립.
- 1965년 1월 20일: 서울특별시립아동상담소로 개편.[3]
- 1966년 5월: 서울시 중구 북창동으로 청사 이전.
- 1972년 1월: 서울시 중구 도동으로 청사 이전.
- 1973년 8월: 서울시 서대문구 응암동으로 청사 이전.
- 1973년 9월: 서울시 강남구 양재동으로 청사 이전.
- 1976년 3월: 서울시 영등포구 신길동으로 청사 이전.
- 1985년 11월: 서울시 동작구 대방동으로 청사 이전.
- 1998년 11월: 서울시 강남구 수서동으로 청사 이전.
- 2001년 6월 15일: 서울특별시아동복지센터로 개편.[4]

## 조직
- 소장이 필요하다고 인정할 때에는 서울특별시장의 승인을 얻어 자치구에 구 아동복지센터를 설치할 수 있다.[5]

### 소장
- 총무팀
- 상담팀
- 생활지원팀
- 학대예방팀